# قابوق (قطن كاذب)

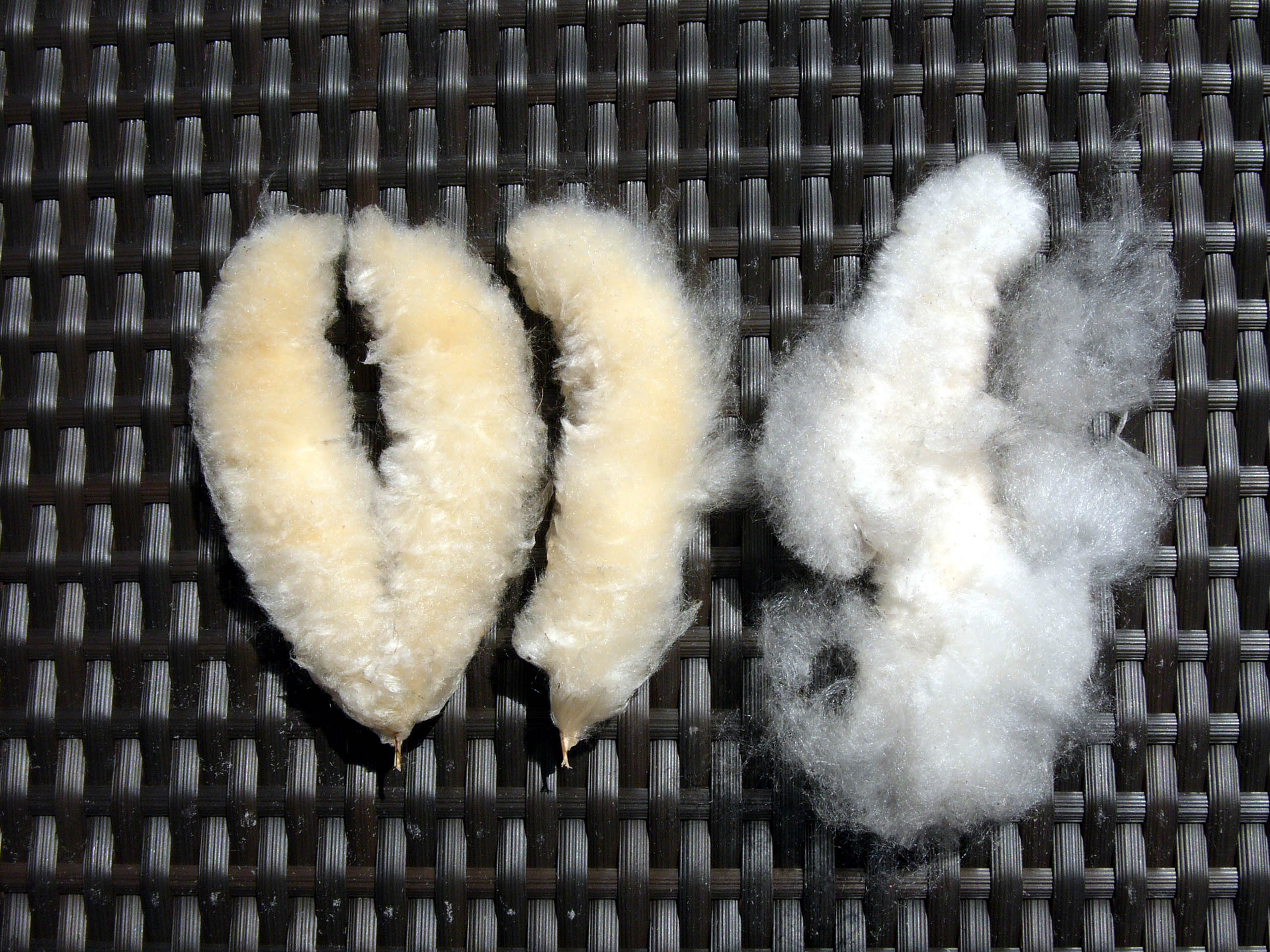
ألياف القابوق

القابوق أو القَبُك أو الكَابُوك أو القطن الكاذب أو القطن الحريري هو الألياف المجوفة الرقيقة لقرون شجرة القابوق خماسية الأسدية.

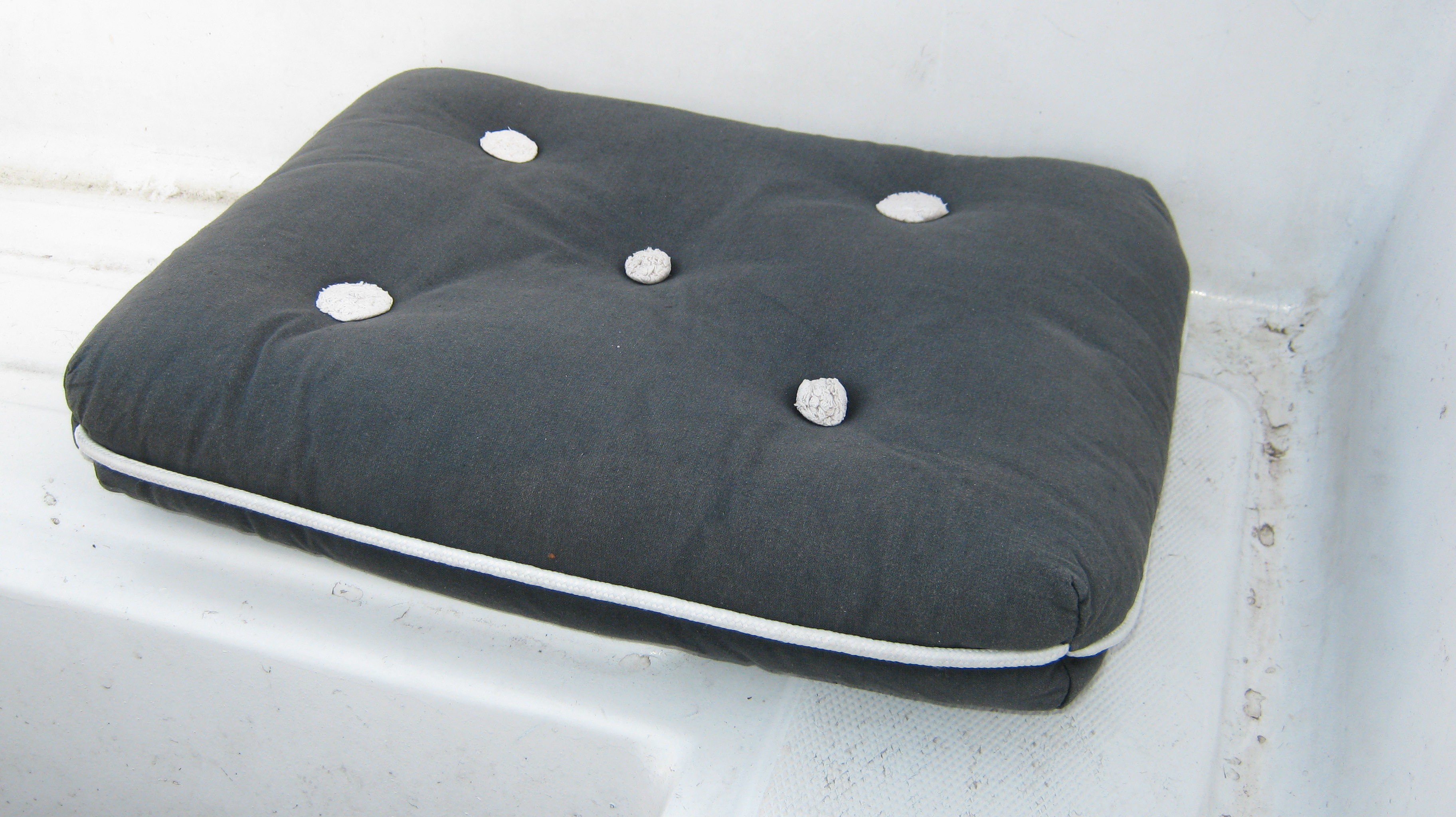
وسادة مقعد مصنوعة من القابوق وتستخدم في اليخوت الشراعية واليخوت ذات المحركات. تتميز وسادة القابوق بأنها لا تمتص الماء بل إنها طافية

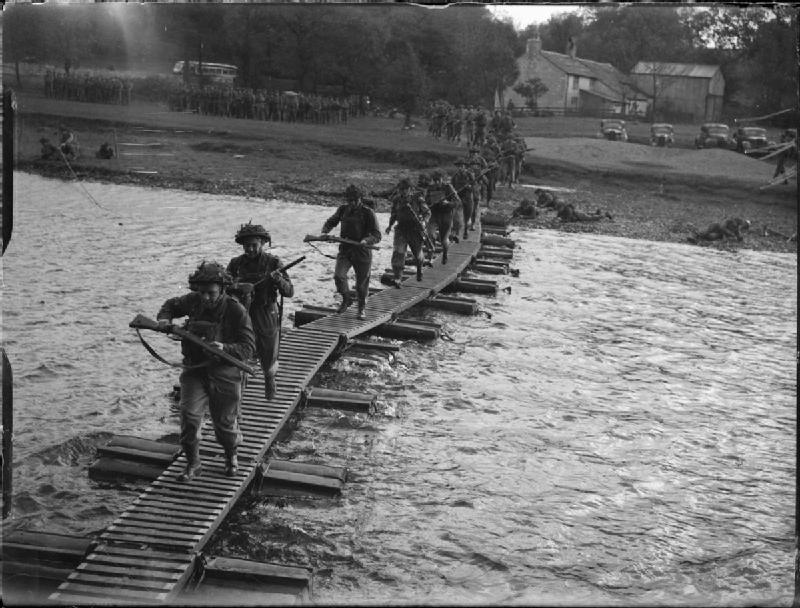
جسر قابوق